# Rédemptrice
Pour plus de détails, voir Fiche technique et Distribution.
Rédemptrice (The White Moll) est un film américain réalisé par Harry F. Millarde, sorti en 1920.

## Synopsis
Son père ruiné étant devenu voleur, Rhoda accepte à contrecœur de voler le tronc des pauvres d'une église. Pendant ce cambriolage, son père est atteint par une balle et meurt dans les bras du prêtre en lui demandant l'absolution, sous les yeux de l'homme qui l'a ruiné. Pour se repentir, cet homme charge Rhoda de rendre l'argent mal acquis à ceux qu'il a volés. Rhoda se retrouve ainsi affublée du surnom de "White Moll". Après un certain nombre d'aventures, elle fait arrêter "The Dangler", le chef d'une bande d'escrocs, sauve plusieurs personnes de la mort et gagne le cœur de "The Pug". 

## Fiche technique
- Titre : Rédemptrice
- Titre original : The White Moll
- Réalisation : Harry F. Millarde
- Scénario : E. Lloyd Sheldon, d'après le roman The White Moll de Frank L. Packard
- Photographie : Edward Wynard
- Production : William Fox
- Société de production : Fox Film Corporation
- Société de distribution : Fox Film Corporation
- Pays d'origine :  États-Unis
- Langue originale : anglais
- Format : noir et blanc — 35 mm — 1,37:1 — Film muet
- Genre : drame
- Durée : 5 ou 8 bobines[2]
- Dates de sortie :  États-Unis : 24 juillet 1920
- Licence : domaine public

## Distribution
- Pearl White : Rhoda, « The White Moll »
- Richard Travers : « The Pug »
- Jack Baston : « The Dangler »
- Walter Lewis : « The Sparrow »
- Eve Gordon[3] : Gypsy Nan
- John Woodford : Père Michael
- George Pauncefort : le père de Rhoda
- Charles J. Slattery l'inspecteur Henry
- John P. Wade : l'homme riche
- William Harvey : « Skinny »
- Blanche Davenport

## Autour du film
- C'est le premier film de Pearl White pour la Fox Film Corporation[4].